# سوفیا گوبایدولینا
سوفیا گوبایدولینا (به روسی: Софи́я Асгатовна Губайду́лина) (زادهٔ ۲۴ اکتبر ۱۹۳۱ – ۱۳ مارس ۲۰۲۵) از آهنگسازان موسیقی مدرن روسی بود. او را یکی از سه آهنگساز مهم دوره پس از شوستاکوویچ می‌دانند.

## زندگی
سوفیا گابایدولینا در ۲۴ اکتبرِ ۱۹۳۱ میلادی در شهر چیستوپول جمهوری تاتارستان شوروی به دنیا آمد. پدرش اسگد مهندس زمین‌شناس و مادرش فدوسیا معلم مدرسه بود. او در پنج‌سالگی به همراه خواهرش آیدا آموزش پیانو را شروع کرد و از همان آغاز استعداد خود را در این زمینه آشکار کرد. پس از آموزش مقدمات در هنرستان موسیقی کازان، در بیست‌و سه سالگی به کنسرواتوار موسیقی مسکو رفت و آموختن آهنگسازی و نوازندگی را در آنجا ادامه داد.

## درگذشت
گوبایدولینا در ۱۳ مارس ۲۰۲۵ در سن ۹۳ سالگی بر اثر سرطان در خانه خود در آپن درگذشت.

## آثار

### موسیقی سازی
- سونات برای فلوت (۱۹۷۸)

### ارکسترال
- صداها… سکوت… سمفونی در دوازده موومان (۱۹۸۶)
- پاسخ بی‌پرسش، کلاژ برای سه ارکستر (۱۹۸۹)
- استوفن برای ارکستر (۱۹۹۲)
- اَشکال زمان برای ارکستر بزرگ (۱۹۹۴)
- نور پایان (۲۰۰۳)

### هم‌سرایی/آوازی
- شب در ممفیس (۱۹۶۸)
- رباعیات (۱۹۶۹)

### موسیقی مجلسی
- کوارتت زهی شماره ۱ (۱۹۷۱)
- دو ترانه برای ترومپت و پیانو (۱۹۷۶)
- تریو برای سه ترومپت (۱۹۷۶)
- کوارتت زهی شماره ۲ (۱۹۸۷)
- کوارتت زهی شماره ۳ (۱۹۸۷)
- چنگ اورفه برای ویولن، پرکاشن و سازهای زهی (۲۰۰۶)

### موسیقی فیلم
- ماجراهای موگلی(۱۹۶۷–۱۹۷۱)
- گربه‌ای که با خودش راه می‌رفت (۱۹۸۸)